# Znameanka, Sloveanoserbsk
Znameanka (în ucraineană Знам'янка) este un sat în așezarea urbană Sloveanoserbsk din regiunea Luhansk, Ucraina.

## Demografie
Componența lingvistică a localității Znameanka
     Ucraineană (69,84%)
     Rusă (30,16%)
Conform recensământului din 2001, majoritatea populației localității Znameanka era vorbitoare de ucraineană (69,84%), existând în minoritate și vorbitori de rusă (30,16%).